# Cross Houses
Cross Houses – wieś w Anglii, w hrabstwie Shropshire. Leży 7 km na południowy wschód od miasta Shrewsbury i 217 km na północny zachód od Londynu.